# Georg Reimer (Heimatforscher)

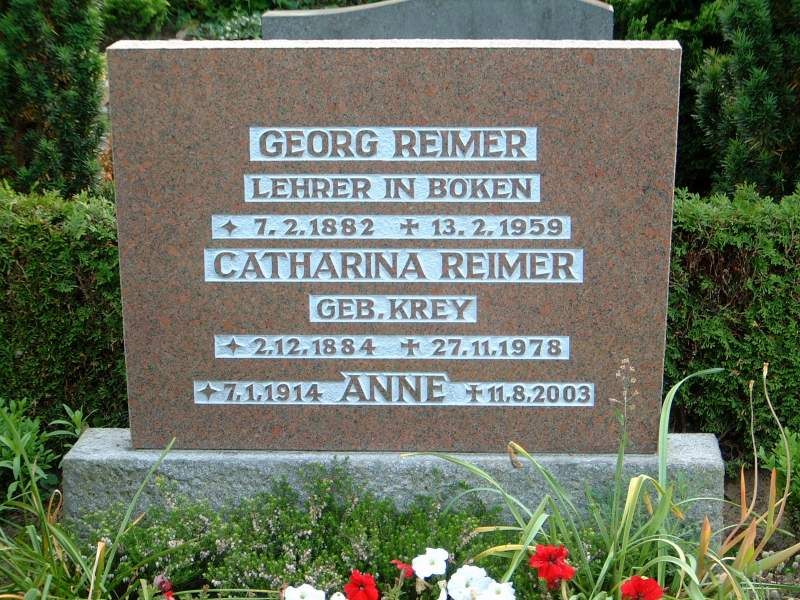
Das Grab von Georg Reimer auf dem Friedhof in Aukrug

Georg Reimer (* 7. Februar 1882 in Ekenis in Angeln; † 13. Februar 1959 in Neumünster, beerdigt in Aukrug) war ein deutscher Lehrer, Heimatforscher und Verfasser heimatkundlicher Aufsätze.

## Leben
Reimers Eltern waren Landarbeiter auf dem Hof des Bauern Klinker, Großvater von Hans-Jürgen Klinker, dem ehemaligen Präsident des Landesbauernverbandes in Schleswig-Holstein. Nach der Schule in seinem Heimatdorf besuchte er die Präparandenanstalt in Apenrade und später das Lehrerseminar in Eckernförde, wo er 1901 sein Lehrerexamen bestand. 1904 wurde Georg Reimer von der Gemeinde Böken zum Lehrer der lokalen Schule gewählt. Im Jahr 1906 heiratete er Catharina Krey, die als Lehrerin in Innien tätig war.
1905 erhielt Lehrer Reimer von der Innier Darlehenskasse den Auftrag, eine Chronik über die Geschichte Aukrugs zu schreiben. 1913 wurde die „Geschichte des Aukrugs“ erstmals veröffentlicht. Sie ist heute eine der ältesten Dorfchroniken Schleswig-Holsteins und begründete die Auffassung vom Aukrug als geschlossenem Siedlungsbereich. Bisher ist sie in vierter Auflage erschienen. Im Ersten Weltkrieg war Reimer Soldat von 1914 bis 1918.
1922 war Reimer, gemeinsam mit dem Historiker für Landesgeschichte Paul von Hedemann-Heespen und Jürgen Kleen (Lehrer in Gnutz), Herausgeber des Heimatbuchs des Kreises Rendsburg. Der Museumsverein „Die Heimat“ ernannte ihn zum Ehrenmitglied. Die Gemeinde Aukrug benannte im Ortsteil Innien eine Straße nach ihm.

## Werke
- Geschichte des Aukrugs: Kirchspiel Innien. Petersen, Husum 1913 (3. Auflage, hrsg. von Heinrich Bünger, 3. erweiterte Auflage. Verlag Möller Söhne, Rendsburg 1978, Online-Version).
- Kirchspiel Innien mit Bucken und Meezen. In: Jürgen Kleen, Georg Reimer, Paul von Hedemann-Heespen (Hrsg.): Heimatbuch des Kreises Rendsburg. Möller. Rendsburg 1922, S. 499–516.
- Schleswig-Holsteinische Kornmaße. In: Die Heimat. Bd. 33 (1923), Heft 11, November 1923, S. 222–225 (Digitalisat).
- mit Rudolf Ratjen und Friedrich von Koschitzky (Hrsg.): Die Familien Ratjen/Rathjen aus dem Aukrug, Druck: Schleswig-Holsteinische Landeszeitung, Rendsburg 1936., Online-Version
- Vom Amte Rendsburg 1540-1800. In: Zeitschrift der Gesellschaft für Schleswig-Holsteinische Geschichte. Bd. 78 (1954), S. 139ff
- Die Wassermühlen im Amte Rendsburg. In: Rendsburger heimatkundliches Jahrbuch (1955), S. 84–129.
- Waldmast im Amte Rendsburg. In: Rendsburger heimatkundliches Jahrbuch (1956), S. 75ff.
- Wie ging die Besiedelung des Kirchspiels Nortorf vor sich?. In: Die Heimat (1957), S. 235.
- Gut Wedeldorf. In: Steinburger Jahrbuch (1958), S. 133–138.
- Aus der älteren Geschichte des Gutes Sarlhusen. In: Steinburger Jahrbuch (1959), S. 91–103.